# Елізабет Ф. Еллет
Елізабет Фрайс Люмміс, у шлюбі Еллет (англ. Elizabeth Fries Lummis Ellet; 18 жовтня 1818— 3 червня 1877) — американська письменниця, історикиня і поетеса. Перша дослідниця діяльності жінок, які зробили внесок у Війну за незалежність США.
Перші твори опублікувала в 1835 році у книзі «Poems, Translated and Original». Одружилася з хіміком Вільямом Генрі Еллетом (англ. William Henry Ellet) і переїхала з ним у Південну Кароліну. Опублікувала кілька книг, друкувалася в тогочасних журналах. 1845-го року Елізабет Еллет повернулася в Нью-Йорк і посіла значне місце у локальному літературному товаристві. Того ж року опубліковано її найзначнішу працю — «Жінки Війни за Незалежність» (англ. The Women of the American Revolution) — тритомник включав розповіді про життя патріоток на початку історії США. Еллет продовжувала писати до своєї смерті 1877-го року.
Елізабет Еллет зіграла ключову роль в публічному скандалі, пов'язаному зі стосунками письменника Едґара Аллана По і поетеси Френсіс Сарджент Осґуд.

## Біографія
Елізабет Фрайс Люмміс народилася в 1818 році в Нью-Йорку. Її матір'ю була Сара Максвелл (англ. Sarah Maxwell (1780-1849)), донька учасника Війни за незалежність, капітана Джона Максвелла (англ. John Maxwell). Під час війни Джон Максвелл служив лейтенантом в Сассексі, штат Нью-Джерсі. Його підвищили до капітана і він продовжив службу в Другому полку округу Гантердон, Нью-Джерсі. Він також служив у полку полковника Спенсера в складі Континентальної армії з 7 лютого 1777 року до 11 квітня 1778 року. Пізніше він приєднався до армії Джорджа Вашингтона і командував групою зі 100 добровольців.
Батьком Елізабет Еллет був Вільям Ніксон Люмміс (англ. William Nixon Lummis, (1775-1833), лікар, який вивчав медицину у Філадельфії під керівництвом Бенджаміна Раша. На початку XIX століття Люмміс залишив Філадельфію, придбав маєток Пултні в Содус Пойнті, штат Нью-Йорк.
Елізабет Люмміс відвідувала школу для дівчаток Aurora Female Seminary в місті Аврора (штат Нью-Йорк), де вивчала французьку, італійську та німецьку. Першим її опублікованим твором став переклад «Euphemio of Messina» італійського поета й письменника Сільвіо Пелліко (італ. Silvio Pellico), коли їй було всього 16 років.

## Творчість
У 1835 році Елізабет Люмміс опублікувала свою першу книгу «Poems, Translated and Original», у яку увійшла її трагедія Teresa Contarini, що заснована на історії Венеції та була успішно поставлена в Нью-Йорку та інших містах. У цей же час письменниця одружується з Вільямом Генрі Еллетом (1806-1859), хіміком з Нью-Йорку. Пара переїхала в Колумбію (штат Південна Кароліна), де Вільям став професором хімії, мінералогії та геології Університету Південної Кароліни в 1836 році. Він відкрив недорогий спосіб виготовлення нітроцелюлози, за що отримав від штату срібну медаль за заслуги.
У цей період Еллет опублікувала кілька книг. У 1839 році вона написала критичне есе «The Characters of Schiller», у яке було включено її переклади віршів Шиллера. Потім видала «Scenes in the Life of Joanna of Sicily», живий опис побаченого нею за час подорожі США в 1840 році. Еллет продовжувала писати вірші, займалася перекладами й писала есе про Європейську літературу, які публікувала в журналах American Monthly, North American Review, а також Southern Literary Messenger і Southern Quarterly Review. Еллет була дуже плідною та писала в найрізноманітніших жанрах.
У 1845 році Еллет, залишивши чоловіка на півдні, переїхала в Нью-Йорк, де поновила своє місце як членкиня місцевого літературного співтовариства разом з Маргарет Фуллер, Енн Лінч Ботта, Едгаром Алланом По, Руфусом Вілмотів Грізвольд, Анною Корою Моват і Френсіс Сарджент Осгуд.

## Скандал

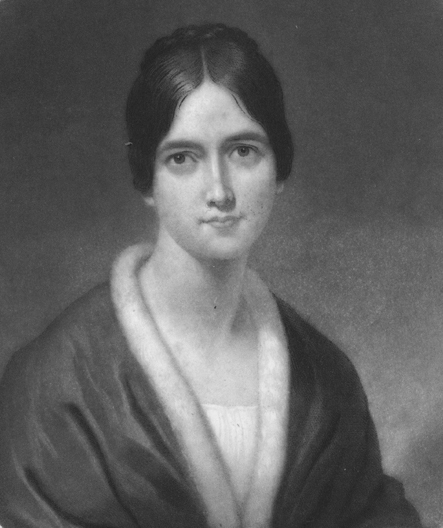
Елізабет Еллет була задіяна в скандальних відносинах По і Осґуд (на портреті) в середині 40-х років XIX ст.

Елізабет Еллет була однією з центральних фігур публічного скандалу, що розгорнувся в середині 40-х років у Нью-Йорку через романтичні стосунки Едґара Аллана По та Френсіс Сарджент Осґуд. Будучи у шлюбі з іншими, По і Осґуд активно листувалися й обмінювалися кокетливими віршованими посланнями в періодиці. Знаменитому По писало багато поетес і письменниць, деякі й зізнавались йому в коханні. Писала йому й Елізабет Еллет, обговорюючи з письменником літературні питання. По, проте, присвячував вірші лише своїй "музі" Осґуд. Еллет прислала По свій вірш «Coquette's Song», який мав вийти у журналі «Broadway Journal» 13 грудня 1845 року. На сторінках журналу зав'язалася різка віршована перепалка між Еллет і Осґуд.

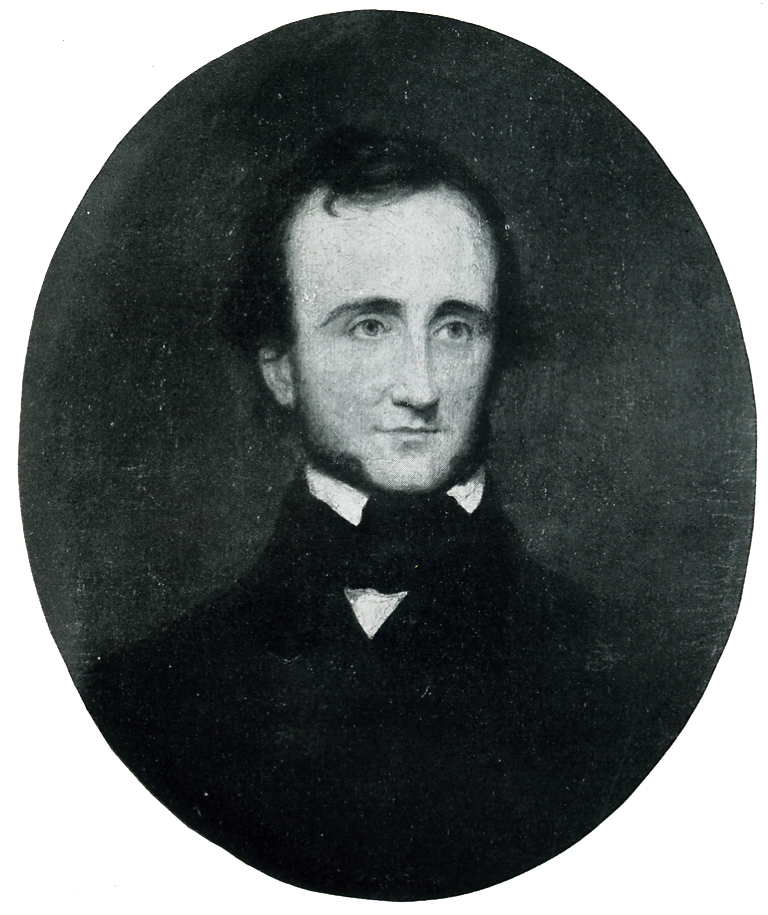
Портрет По роботи С. С. Осґуда, 1840

У січні 1846 Еллет відвідала дім По. Під час одного з візитів до По в січні 1846 року, Елізабет поспілкувалася з його дружиною Вірджинією Клем, яка показала їй листи Осґуд. Згодом Еллет порадила Осґуд забрати ці листи назад, натякаючи на необачний учинок. Це, від імені останньої, і зробили Маргарет Фуллер і Анна Лінч Ботта. По навзамін сказав Еллет «краще стежити за своїми власними листами». У одному з таких послань, яке було написано письменницею німецькою мовою, вона просила Едґара "забрати її ввечері". Ця фраза, імовірно, задумувалася як спокуслива, проте По або проігнорував, або не зрозумів її суті. Він згодом зібрав листування Еллет та залишив їх у неї вдома. Попри це, Елізабет незабаром прислала до письменника свого брата, полковника Вільяма Люмміса, з вимогою повернути листи. Діалог дійшов такої напруги, що Люмміс погрожував По вбивством, не вірячи його запевненням, що послання вже віднесені назад. Щоб захистити себе, Едґар попросив пістолет у Томаса Данна Інґліша (англ. Thomas Dunn English), який не вірив, що Елізабет взагалі колись листувалася з По.
Чоловік Френсіс Осґуд погрожував подати на Елізабет Еллет в суд, якщо вона не попросить вибачень. Письменниця відреклась своїх слів у листі до Осґуд, зазначивши: «Лист, що показала мені місис По, скоріше за все був підробленим самим По». Вона звинуватила в усьому Едґара, припускаючи його "нестриманість та схильність до неврівноваженості". Через це, невдовзі, поширилися чутки про божевільність По, які потрапили до газет. Незабаром Осґуд повернулася до чоловіка і скандал затих. Однак серйозно хвора дружина По, Вірджинія, глибоко вражена ганебною подією, продовжувала отримувати анонімні листи з подробицями вчинків свого чоловіка.

## «Жінки Війни за Незалежність»
Приблизно в 1846 році Еллет почала свій великий історичний проєкт: історії життя жінок, які так чи інакше принесли себе в жертву боротьбі за незалежність. Вона вивчала приватні, неопубліковані листи і щоденники, зустрічалася і інтерв'ювала нащадків борчинь за незалежність. Вона була першою серед дослідників боротьби за незалежність, хто зробила такі зусилля.
Еллет зібрала великий масив матеріалу, знайшла безліч патріоток, і як результат перша частина «Жінки Війни за Незалежність» (1848) була опублікована в двох томах. Ця робота була прихильно прийнята, а третій том з додатковими матеріалами був опублікований в 1850 році. Пізніше історики визнають цю працю найважливішою з її робіт.
Еллет розповіла історію жінок з кожної колонії і з найрізноманітніших верств суспільства, за винятком афроамериканок. Серед жінок, про яких вона писала, були знамениті Марта Вашингтон, Ебігейль Адамс, Мерсі Отіс Воррен і Енн Еліза Блікер, що зробили величезний внесок у боротьбу за незалежність. Крім них, Еллет писала і про невідомих, але з не меншим внеском у спільну справу жінок: дружин героїв, які, не боячись бойових дій, виховували дітей і захищали свої домівки. Еллет писала: «Зараз практично неможливо переоцінити той вплив, який справив жіночий патріотизм на долю молодої республіки».
Укладач антології і критик Руфус Вильмонт Грізвольд сприяв Елізабет Еллет у підготовці книги і дістав для неї дозвіл на ознайомлення з матеріалами Нью-Йоркського Історичного товариства (New York Historical Society), членом якого він був. Еллет не згадала у вдячному написі його сприяння, чим викликала гнів мстивого Грізвольда. У критичній замітці він зазначив, що «за сприяння кількох джентльменів, які краще знають наші загальноприйняті правила, вона виконала цікаву і цінну роботу». Грізвольд також присвятив їй великий розділ у своїй антології «Поетеси Америки» (англ. The Female Poets of America).

## Пізні роки

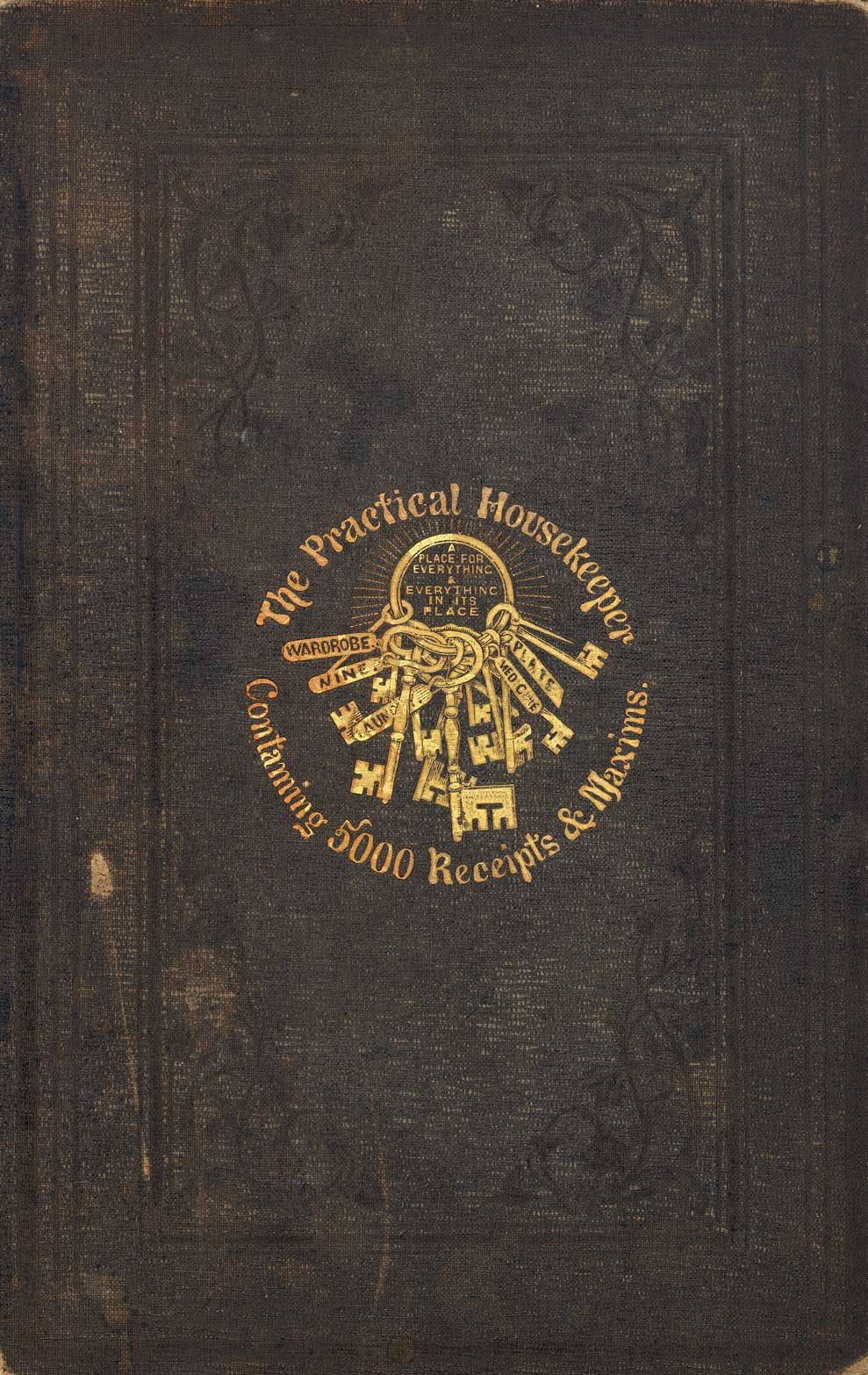
Обкладинка книги «Практичне Домоведення»

Будучи шанованою і відомою письменницею, Еллет написала свою наступну книгу «Family Pictures from the Bible» в 1849 році. У 1850 вона опублікувала «Evenings at Woodlawn», збірку німецьких легенд і традицій, а також «Domestic History of the American Revolution», яка, можливо є єдиною історією боротьби американців за незалежність, розказаної з точки зору як чоловіків, так і жінок. З 1851 по 1857 роки вона писала «Watching Spirits», «Pioneer Women of the West», «Novelettes of the Musicians» і «Summer Rambles in the West». Ця книга була заснована на подорожі Елізабет Еллет 1852 року річкою Міннесота (англ. Minnesota River). Місцеве містечко Іден-Прері отримало назву від Еллет; її ім'ям там названий популярний туристичний маршрут.
У 1857 році Еллет опублікувала 600-сторінкову енциклопедію з ведення домашнього господарства і сімейного бюджету «Практичне Домоведення» (англ. «The Practical Housekeeper»). Книга була розрахована на середній і вищий клас, складалася з трьох частин: кулінарія, ведення домашнього господарства і питання фармацевтики, містила тисячі рецептів і порад з посиланнями на філософів, учених і античних мислителів. Книга включала понад п'ятсот ілюстрацій. У передмові вона написала: «У нашій країні ще ніколи не публікувалася така всеосяжна праця по домашньому господарству в формі зручного керівництва».
Серед більш пізніх її робіт — «Women Artists in All Ages and Countries» (1859) — перша книга подібного роду, яка детально розповідає про художниць. Також опубліковані «The Queens of American Society» (1867), і «Court Circles of the Republic» (1869), свого роду огляд життя суспільства за час правління вісімнадцяти президентів: від Джорджа Вашингтона до Гранта.
У 1850 році Еллет з чоловіком переїхала в Нью-Йорк, де він провів останні роки життя в якості консультанта Манхетенської Газової Компанії (англ. Manhattan Gas Company).
У 1852 році Елізабет Еллет і Енн С. Стефен (англ. Ann S. Stephen) написали Шарлотті Меєрс з порадою не давати розлучення Руфусу Вильмонту Грізвольду. Вони також написали Гаррієті МакГріллс (англ. Harriet McCrillis), яка після розлучення збиралася одружитися з Грізвольдом, з порадою припинити з ним будь-які стосунки. Коли розлучення було отримане, вони знову написали Меєрс і порадили подати апеляцію. Цей позов заслуховувався в суді 24 лютого 1856 року, де Еллет і Стефенс давали докладні свідчення про характер Грізвольда. Однак ні Грізвольд, ні Меєрс на слухання не прийшли, і в позові було відмовлено.
У 1857 році Елізабет Еллет замінила Енн Стефенс на посаді головної редакторки New York Evening Express. Її чоловік помер двома роками пізніше в 1859 році. Еллет продовжувала писати і допомагала благодійним товариствам збирати гроші на потреби бідних жінок і дітей. В кінці життя вона перейшла в католицизм, хоча все свідоме життя належала до Єпископальної церкви. Елізабет Еллет померла в Нью-Йорку 3 червня 1877 року і була похована на цвинтарі Грін-Вуд в Брукліні.

## Список творів
- 1834 — Еуфеміус з Мессіни / Euphemio of Messina (переклади)
- 1835 — Поеми в оригіналі і в перекладі / Poems, Translated and Original (включаючи трагедію Teresa Conarini)
- 1839 — Знаки Шиллера / The Characters of Schiller
- 1840 — Іоанна Англійська / Joanna of Sicily
- 1840 — Прогулянки країною / Rambles about the Country
- 1848-50 — Жінки Війни за незалежність / The Women of the American Revolution (3 томи)
- 1849 — Вечори в Вудлоні / Evenings at Woodlawn
- 1849 — Сімейні історії із Біблії / Family Pictures from the Bible
- 1850 — Національна історія Американської революції / Domestic History of the American Revolution
- 1851 — Духи-блюстителі / Watching Spirits
- 1851 — Новелетта Музиканта / Nouvelettes of the Musicians
- 1852 — Жінки-першовідкривачі Заходу / Pioneer Women of the West
- 1853 — Летні прогулянки по Заходу / Summer Rambles in the West
- 1857 — Практичне домоведення / «The Practical Housekeeper»
- 1859 — Жінки-художниці всіх часів і народів / «Women Artists in All Ages and Countries»
- 1867 — Королеви Американського суспільства / The Queens of American Society
- 1869 — Court Circles of the Republic

## Примітка
1. 1 2  SNAC — 2010.
2. ↑  Internet Speculative Fiction Database — 1995.
3. ↑  FemBio database
4. ↑  Blain V., Grundy I., Clements P. The Feminist Companion to Literature in English: Women Writers from the Middle Ages to the Present — 1990. — P. 336.
5. ↑  Encyclopædia Britannica
6. ↑  Scanlon J., Cosner S. American Women Historians, 1700s-1990s: A Biographical Dictionary — Greenwood Publishing Group, 1996. — 304 с. — ISBN 978-0-313-29664-2, 978-1-56750-917-5
7. ↑  Appletons' Cyclopaedia of American Biography / J. G. Wilson, J. Fiske — New-York: Appleton & Co., 1900. — Vol. 2. — P. 327.
8. ↑  The Twentieth Century Biographical Dictionary of Notable Americans / J. H. Brown, R. Johnson — Boston: 1904. — Vol. 3. — P. 425.
9. ↑  Elizabeth Fries Lummis. Ancestry.com. Архів оригіналу за 25 травня 2005.
10. ↑  Benton, Richard P. «Friends and Enemies: Women in the Life of Edgar Allan Poe». — Myths and Reality: The Mysterious Mr. Poe. — Baltimore : Edgar Allan Poe Society, 1987. — С. 13. — ISBN 0-9616449-1-5.(англ.)
11. 1 2 3  Meyers, Jeffrey. «Edgar Allan Poe: His Life and Legacy». — Cooper Square Press, 1992. — ISBN 0-8154-1038-7.(англ.)
12. ↑  Silverman, Kenneth. Edgar A. Poe: Mournful and Never-ending Remembrance. — New York : Harper Perennial, 1991. — ISBN 0060923318.
13. 1 2  Ellet, Elizabeth Fries Lummis (англ.). MSU Libraries. Архів оригіналу за 6 травня 2012. Процитовано 8 серпня 2010.
14. ↑  Elizabeth F. Ellet. The Women of the American Revolution. — 3rd Edition. — New York : Baker and Scribner, 1849. — Т. I,II. Архівовано з джерела 4 квітня 2024
15. 1 2  Bayless, Joy. Руфус Вільмонт Грізвольд: Літературний кат Едгара По = Rufus Wilmot Griswold: Poe's Literary Executor. — Nashville : Vanderbilt University Press, 1943.
16. ↑  Rufus Wilmot Griswold. The Female Poets of America. — Philadelphia : Carey and Hart, Chesnut street. — С. 199-204.
17. ↑  Elithabeth Fries Ellet: Interpretive Trail. Writers Rising Fund. Архів оригіналу за 3 жовтня 2011. Процитовано 8 серпня 2010.